# Károly Arató
Károly Arató (n.3 septembrie 1939, Mohács-d. 4 septembrie 1992, Pécs) a fost un scriitor, poet și traducător maghiar.